# Rogoziniec
Rogoziniec (niem. Rogsen) – wieś w Polsce położona w województwie lubuskim, w powiecie świebodzińskim, w gminie Zbąszynek.

## Historia

### Średniowiecze
Miejscowość pierwotnie związana była z Wielkopolską. Ma metrykę średniowieczną i istnieje co najmniej od XV wieku. Po raz pierwszy wieś wymieniana w łacińskojęzycznym dokumencie z 1412 pod wariantem obecnej nazwy „Rogozenecz", 1424 "Rogosyncz", 1425 "Rogozinecz", 1428 "Rogoszinecz", 1431 "Rogozinyecz", 1438 "Rogoszinecz", 1450 "Rogoszynyecz", 1458 "Rogozynyecz, Rogoszinyecz", 1467 "Rogoszenyecz", 1469 "Rogosynyecz, Rogoszynecz", 1476 "Rzgorzyniecz, Rogozniecz, Rogoszniecz", 1519 "Roguszynyecz", 1520 "Rogoszyenyecz", 1530 "Rogoziniecz, Rogozeniecz", 1530 "Rogoziniecz", 1531 "Rogozienyecz", 1546 "Rogoszieniecz", 1569 "Rogozieniecz", 1577 "Rogozienice", 1944 "Rogsen” .
Miejscowość była wsią królewską należącą do uposażenia kasztelanii międzyrzeckiej i należała do królów polskich. W pierwszej połowie XV wieku leżała do powiatu kościańskiego, a potem do powiatu poznańskiego Korony Królestwa Polskiego. W 1510 należała do parafii Chociszewo w dekanacie Międzyrzecz, w 1580 była siedzibą własnej parafii .
Miejscowość w XV wieku była przedmiotem odrębnych zastawów, a żaden z zastawników nie był starostą międzyrzeckim. W latach 1417–1435 tenutariuszem majętności był Piotr (Pietrasz) zwany Oganka wywodzący się z Godziszewa koło Zbąszynia. W 1417 był on posiadaczem zastawnym Rogozińca. W 1431 król Polski Władysław Jagiełło zapisał Piotrowi 40. grzywien na wsi królewskiej Rogozińcu. W latach 1425–58 tenutariuszem był też sędzia poznański Abraham Głowacz ze Zbąszynia. W 1425 król Władysław Jagiełło zapisał mu 140. grzywien na wsi. Abraham otrzymał też królewskie zezwolenie na wykupienie od Piotra Oganki dokumentów zastawnych. W 1435 Abraham sprzedał jednak wieś w dożywotnie posiadanie na rzecz Piotra Oganki zastrzegając sobie jednak prawo wykupu po jego śmierci. W 1438 król Władysław Warneńczyk potwierdził Abrahamowi zapis swego ojca, króla Władysława Jagiełły, w kwocie 120 grzywien na wsi Rogoziniec, a w 1440 zapisał mu dodatkowo 50 grzywien .
Wieś przechodziła w ręce innych tenutariuszy. W 1513 król Polski Zygmunt I Stary zezwolił opatowi paradyskiemu z Opactwa cystersów w Gościkowie-Paradyżu na wykupienie wsi Rogoziniec z rąk tenutariusza Stanisława Hinczki Ujejskiego. W 1521 sędzia i podsędek kaliski zaświadczyli, że opat paradyski wypłacił synom zmarłego Stanisława Hinczki Ujejskiego sumę 450 grzywien i 70 zł węgierskich ciążącą na wsi królewskiej Rogozińcu. W 1522 król zatwierdził opatowi posiadanie wsi. W 1531 król zezwolił kasztelanowi i staroście międzyrzeckiemu Stanisławowi Myszkowskiemu na wykupienie Rogozińca z rąk opata paradyskiego. W 1531 król zachował opata paradyskiego w posiadaniu Rogozińca, aż do wykupienia zamku i miasta Międzyrzecz .
Królowie polscy nadawali miejscowości przywileje. W 1536 król Zygmunt Stary w przywileju dla wsi Rogoziniec w starostwie międzyrzeckim ustalił wysokość opłaty ze śladu oraz nadał Adamowi Szulcowi karczmę określając także prawa karczmarza. W 1546 król ten zwolnił miejscowych kmieci, zagrodników oraz karczmarza od wszystkich robocizn wobec kasztelanii międzyrzeckiej. W 1552 król Polski Zygmunt August potwierdził wcześniejsze przywileje królewskie. W 1569 król ten zamienił mieszkańcom Rogozińca część pańszczyzny wobec kasztelanii międzyrzeckiej na czynsz. W 1576 król Polski Stefan Batory potwierdził przywileje dla wsi 

### Renesans
W 1510 ww wsi odnotowano 17 łanów kmiecych, a sołtys miał jeden łan. W 1530 miał miejsce pobór podatków od 10 łanów. Archiwalne dokumenty odnotowują, że inne łany uległy pożarowi. W 1553 odbył się pobór od 14 łanów. W 1563 pobór od 14 łanów oraz od karczmarza, który warzył własne piwo. Na przełomie lat 1564-1565 wieś opisano przy okazji lustracji starostwa międzyrzeckiego. We wsi było 15 łanów. Na 18 śladach gospodarowało 18 osiadłych kmieci. Z każdego śladu płacili po 3 floreny i 14 gr rocznego czynszu, a także w naturze po 2 kury, po 30 jaj. Zamiast robocizny do zamku międzyrzeckiego płacili z każdego śladu po czerwonym złotym i po jednym talarze. Karczmarz płacił z karczmy 3 floreny i 14 groszy. We wsi było też 10 zagrodników: 8 z nich płaciło po 6 groszy czynszu oraz w naturze jedną kurę i 15 jaj, a także w postaci robocizny musieli odpracować po 12 dni w roku. Dziewiąty zagrodnik płacił 3 grosze oraz pracował na rzecz zamku 6 dni w roku oddając też w naturze kurę. Dziesiąty zagrodnik płacił floren i 22 grosze, oddawał w naturze kurę oraz 15 jaj. Lustracja odnotowała także dwóch bartników, którzy pobierali miód (także z barci należących do zamku). Płacili oni po florenie i 18 groszy oraz z kasztelańskich barci oddali do Międzyrzecza pół kłody miodu o wartości 4 florenów. W 1580 w miejscowości było 17 łanów, 9 zagrodników, jednen zagrodnik wolny, 7 zagrodników ubogich, 10 komorników, 3 rzemieślników, oraz pasterz wypasający 30 owiec .
Według źródła z 1640 roku we wsi funkcjonowała wówczas szkoła. 
Wieś królewska należąca do starostwa międzyrzeckiego, pod koniec XVI wieku leżała w powiecie kościańskim województwa poznańskiego w Rzeczypospolitej Obojga Narodów.

### Rozbiory
Po rozbiorach Polski miejscowość tak jak cała Wielkopolska znalazła się pod zaborem pruskim. Po 1871 roku na południowych obrzeżach Rogozińca, w ramach reparacji francuskich po wojnie francusko-pruskiej, wybudowane zostały koszary. Według spisu z maja 1939 roku przed II wojną światową w Rogozińcu zamieszkiwało 789 osób (742 ewangelików i 47 katolików). 

### Współczesność
W 1947 roku w dawnych koszarach otwarto Technikum Leśne (obecnie Zespół Szkół Leśnych). Rogoziniec, wspólnie z Chociszewem posiada przystanek kolejowy, a także miejsce obsługi podróżnych przy autostradzie A2.
W latach 1975–1998 miejscowość administracyjnie należała do województwa zielonogórskiego.

## Zabytki
Do wojewódzkiego rejestru zabytków wpisany jest:
- kościół ewangelicki z 1832 roku (obecnie rzymskokatolicki filialny pod wezwaniem św. Józefa[10]).

## Urodzeni w Rogozińcu
- Edward Fedko (1954)
- Zbigniew Zaleski (1947)